# Гомозигота
Гомозиго́та (др.-греч. ὅμοιος «подобный, похожий, равный» + ζυγωτός «спаренный, удвоенный») — диплоидный организм или клетка, несущий идентичные аллели гена в гомологичных хромосомах (АА или аа).
Грегором Менделем впервые был установлен факт, свидетельствующий о том, что растения, сходные по внешнему виду, могут резко отличаться по наследственным свойствам. Особи, не дающие расщепления в следующем поколении, получили название гомозиготных. Особи, в потомстве у которых обнаруживается расщепление признаков, назвали гетерозиготными.
Понятия «гомозигота» и «гетерозигота» ввёл в генетику английский биолог Уильям Бэтсон в 1902 году в своём научном труде «Принципы наследственности Менделя».